# 張心悅
張心悅（Cheung Sum Yuet , Cindy，2006年8月9日—），香港女子游泳運動員。畢業於拔萃女書院，目前就讀於香港大學。2022年加入香港代表隊，為2024年巴黎奧運備戰休學一年，2023年參加香港長池游泳計時賽，在女子200公尺仰式項目游出2分10秒35的A標時間，得以前進巴黎。在2024年中國香港游泳公開赛女子組分別拿下100公尺及200公尺仰式冠軍，50公尺仰式季軍。在巴黎奧運取得女子100公尺仰式29名以及女子200公尺仰式26名的成績。